# Bear Lake (Pennsylvanie)
Bear Lake est un borough situé au nord du comté de Warren, en Pennsylvanie, aux États-Unis,. En 2010, il comptait une population de 164 habitants, estimée au 1er juillet 2020 à 178 habitants. Le borough est fondé en 1887 et incorporé le 6 septembre 1887.

## Démographie
Lors du recensement de 2010, le borough comptait une population de 164 habitants. Elle est estimée, en 2020, à 178 habitants.

### Source de la traduction
- (en) Cet article est partiellement ou en totalité issu de l’article de Wikipédia en anglais intitulé « Bear Lake, Pennsylvania » (voir la liste des auteurs).